# 급성 간부전
급성 간부전(急性肝不全, acute liver failure)은 간 질환의 증상이 있은 직후 심각한 합병증이 발생하는 것으로, 간에 심각한 손상(간 세포 기능의 80 ~ 90% 손상)을 입었음을 나타낸다. 합병증은 간성 뇌증과 단백질 합성 장애(혈액의 혈청 알부민과 프로트롬빈 타임 수준을 측정한다.)로 나타난다. 1993년의 분류에서는 '초급성(hyperacute)'을 1주, '급성(acute)'을 8 ~ 28일, '아급성(subacute)'을 4 ~ 12주로 정의한다. 이는 병의 진행 속도가 병의 예후에 큰 영향을 준다는 사실에 기초한다. 병의 원인에 따라 결과 또한 달라진다.